# Bank of New York Mellon
The Bank of New York Mellon Corporation, mer känd som BNY Mellon, är en amerikansk multinationell bankkoncern som erbjuder finansiella tjänster till kunder i 35 länder på samtliga kontinenter. De är också världens största förvaringsinstitut, med tillgångar värda 37,1 biljoner amerikanska dollar i förvar. BNY rankades 2019 som världens 159:e största publika bolag.
Banken grundades den 2 juli 2007 när Bank of New York och den Pittsburgh-baserade kapitalförvaltaren Mellon Financial Corporation fusionerades med varandra till en kostnad på 16,5 miljarder dollar.
Under 2019 omsatte koncernen 16,5 miljarder dollar, förvaltade ett kapital på mer än 1,9 biljoner dollar och hade omkring 48 400 anställda. Deras huvudkontor återfinns i skyskrapan 225 Liberty Street i New York i New York.